# Lyon Peak
Lyon Peak är en bergstopp i Antarktis. Den ligger i Sydshetlandsöarna. Argentina, Chile och Storbritannien gör anspråk på området. Toppen på Lyon Peak är 1 000 meter över havet.
Terrängen runt Lyon Peak är huvudsakligen kuperad, men norrut är den bergig. Havet är nära Lyon Peak västerut. Trakten är obefolkad. Det finns inga samhällen i närheten. 